# Knut Wold
Knut Wold (ur. 28 czerwca 1933, zm. 19 stycznia 2020) – norweski biathlonista. W 1958 roku wystartował na mistrzostwach świata w Saalfelden, gdzie wspólnie z Arvidem Nybergiem, Rolfem Gråtrudem i Asbjørnem Bakkenem zdobył brązowy medal w drużynie. Na tych samych mistrzostwach zajął również szesnaste miejsce w biegu indywidualnym. Na rozgrywanych rok później mistrzostwach świata w Courmayeur ponownie był trzeci w biegu drużynowym. Tym razem w składzie drużyny znaleźli się Ivar Skogsrud i Henry Hermansen. W starcie indywidualnym był szósty, co było najlepszym wynikiem wśród Norwegów. Nigdy nie wziął udziału w igrzyskach olimpijskich. Nigdy nie wystąpił w zawodach Pucharu Świata.

## Osiągnięcia

### Mistrzostwa świata
| Rok  | Miejscowość | Konkurencje | Konkurencje | Konkurencje | Konkurencje | Konkurencje | Konkurencje | Konkurencje |
| Rok  | Miejscowość | IN          | SP          | PU          | MS          | RL          | MR          | SR          |
| ---- | ----------- | ----------- | ----------- | ----------- | ----------- | ----------- | ----------- | ----------- |
| 1958 | Saalfelden  | 16.         | nd.         | nd.         | nd.         | 3.          | nd.         | –           |
| 1959 | Courmayeur  | 6.          | nd.         | nd.         | nd.         | 3.          | nd.         | –           |